# Дунпо
Дунпо́ (кит. упр. 东坡, пиньинь Dōngpō) — район городского подчинения городского округа Мэйшань провинции Сычуань (КНР). Район назван в честь местного уроженца, знаменитого китайского поэта Су Ши, также известного как Су Дунпо.

## История
При империи Южная Ци в 496 году здесь был образован округ Цитунцзо (齐通左郡). При империи Лян округ был переименован в Цитун (齐通郡) и был создан уезд Цитун (齐通县), органы власти уезда и округа размещались в одном и том же городе. В 548 году была образована область Цинчжоу (青州), которой подчинялся округЦитун, органы власти области разместились в том же городе.
При империи Западная Вэй в 553 году область Цинчжоу была переименована в Мэйчжоу (眉州), ей были подчинены округа Цитун и Цинчэн (青城郡). При империи Северная Чжоу в 558 году округ Цитун был расформирован. В 572 году область Мэйчжоу была переименована в Цинчжоу, а в 579 — в Цзячжоу (嘉州).
При империи Суй в 606 году Цзячжоу было возвращено название Мэйчжоу, а органы власти перебрались в уезд Тунъи (通义县, современный посёлок Дунпо). Затем область была расформирована, а вместо неё образован округ Мэйшань (眉山郡).
При империи Тан в 618 году округ Мэйшань был трансформирован в область Цзячжоу, в 619 году из Цзячжоу была выделена область Мэйчжоу, которой подчинялись уезды Тунъи, Даньлэн, Хунъя, Наньань и Циншэнь.
При империи Сун в 976 году уезд Тунъи был переименован в уезд Мэйшань (眉山县).
При империи Юань в 1277 году уезд Мэйшань был расформирован, а территория перешла под непосредственное управление области Мэйчжоу.
При империи Мин в 1376 году область была понижена в статусе до уезда, став уездом Мэйсянь (眉县). В 1380 году уезд был вновь поднят в статусе до области, став областью Мэйчжоу.
Когда после Синьхайской революции образовалась Китайская республика, после реформы структуры административного деления в 1913 году область Мэйчжоу была трансформирована в уезд Мэйшань.
В 1950 году был образован Специальный район Мэйшань (眉山专区), объединяющий 10 уездов. В 1953 году он был расформирован, а уезды Мэйшань, Пэншань, Циншэнь, Цзяцзян, Хунъя и Даньлэн вошли в состав Специального района Лэшань (乐山专区). В 1968 году Специальный район Лэшань был переименован в Округ Лэшань (乐山地区). В 1985 году округ Лэшань был преобразован в городской округ Лэшань. В 1997 году шесть уездов городского округа Лэшань были выделены в отдельный Округ Мэйшань (眉山地区).
В 2000 году постановлением Госсовета КНР округ Мэйшань был преобразован в городской округ; при этом уезд Мэйшань был расформирован, а его территория стала районом Дунпо городского округа Мэйшань.

## Административное деление
Район Дунпо делится на 3 уличных комитета, 15 посёлков и 8 волостей.